# Lugo (provins)
Lugo är en provins i nordvästra Spanien och ligger i den nordöstra delen av den autonoma regionen Galicien. 
Provinsen gränsar till provinserna Ourense, Pontevedra och A Coruña och Asturias, León samt i norr Biscayabukten. Provinsens huvudstad är Lugo.
Lugo har en yta av 9 856 km² och den totala folkmängden uppgår till 356 595 (2006) varav 25% bor i huvudstaden. Provinsen är indelad i 67 kommuner, municipios. 
Världsarv i provinsen är de Romerska murarna i Lugo.
| Kommuner            | Invånare |
| ------------------- | -------- |
| 1-Lugo              | 96.678   |
| 2-Monforte de Lemos | 19.546   |
| 3-Viveiro           | 16.238   |
| 4-Vilalba           | 15.437   |
| 5-Sarria            | 13.508   |
| 6-Ribadeo           | 9.983    |
| 7-Foz               | 9.970    |
| 8-Burela            | 9.381    |
| 9-Chantada          | 9.014    |
| 10-Guitiriz         | 5.896    |